# Gabino Coria Peñaloza
Gabino Coria Peñaloza (19 de febrero de 1881-31 de octubre de 1975) fue un poeta y escritor argentino, mendocino de nacimiento pero radicado en Chilecito (La Rioja), célebre por haber compuesto las letras de tangos famosos como «Caminito» y «El Pañuelito». 

## Biografía
Nació en La Paz, provincia de Mendoza, pero se crio en Villa Mercedes (San Luis) donde pasó gran parte de su infancia y adolescencia, siendo joven vivió en Buenos Aires hasta 1929 cuando se radicó definitivamente en Chilecito (La Rioja). Por parte de su madre Doña Maria Natividad del Señor Peñaloza, nacida en Olta (La Rioja), era descendiente del caudillo federal riojano Ángel Vicente «El Chacho» Peñaloza.
Coria Peñaloza se relacionó con el mundo tanguero de Buenos Aires poco antes de cumplir los cuarenta años, al iniciarse la década de 1920. Entonces se relacionó con Juan de Dios Filiberto, Carlos Gardel, José Razzano, Francisco Canaro, Homero Manzi, Pascual de Rogatis y otros músicos del ambiente. Su primer tango fue el famoso «El Pañuelito» de 1920, grabado por Filiberto, al igual que muchos otros de sus temas. En 1929 ganó con el tango «Margaritas» el concurso organizado por la empresa Max Glücksman, que cantara Carlos Gardel. 
Pero de toda su obra, Coria Peñaloza se ha vuelto célebre por haber compuesto en 1926, con música de Juan de Dios Filiberto, la letra del tango «Caminito» (poema escrito en 1903 cuando Coria Peñaloza se encontraba en Villa Mercedes, provincia de San Luis), mundialmente famoso. Si bien Filiberto se inspiró para componer la música en un sendero del barrio de La Boca, que ha sido preservado como patrimonio cultural, los versos de Coria Peñaloza están referidos a un sendero que comunica al pueblo Riojano de Olta con Loma Blanca, y a los sentimientos que le inspirara un amor perdido.

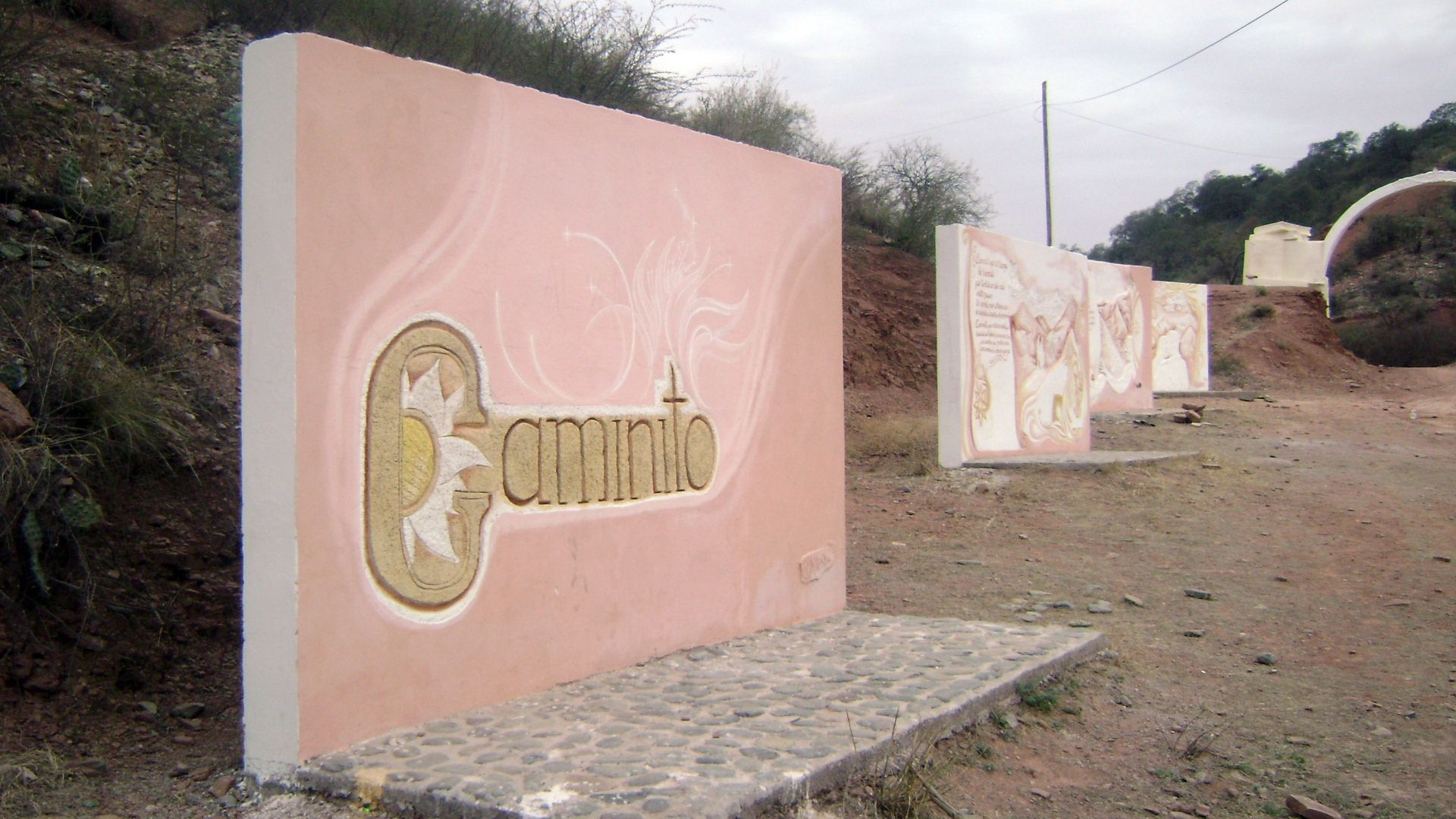
Monumento a Caminito en Olta, La Rioja

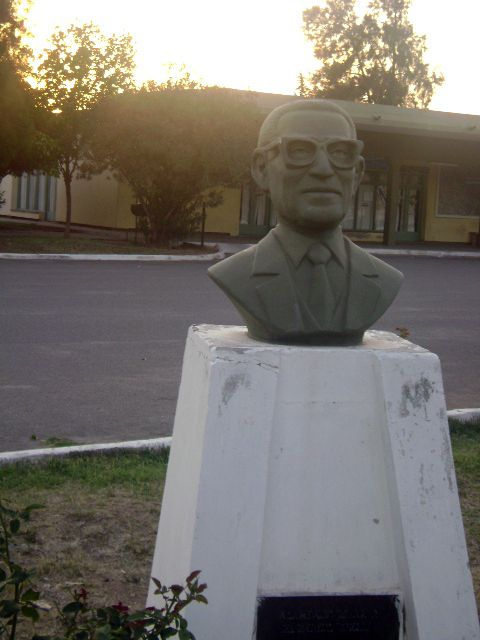
Busto de Coria Peñaloza en Terminal de ómnibus de Olta, La Rioja

Caminito que el tiempo ha borrado,

que juntos un día nos viste pasar,

he venido por última vez,

he venido a contarte mi mal (...)

Tango Caminito

Gabino Coria Peñaloza y Juan de Dios Filiberto

Otros importantes tangos escritos por Coria Peñaloza son «La Cartita», «El Besito», «El Ramito», «La Vuelta de Rocha», «La Tacuarita», todas grabadas por Gardel. También fue colaborador de varias revistas, entre ellas  El Mundo (Argentina), Revista Atlántida,Las letras, diario La Nación, Caras y Caretas y Nativa, de la que fue cofundador.
Publicó tres libros de poemas, Cantares y La Canción de Mis Canciones en 1939 y El Profeta Indio en 1950.

## Libros
- Cantares, 1939.
- La Canción de Mis Canciones, 1939.
- El Profeta Indio, 1950.